# Minibridge
Minibridge (auch MiniBridge geschrieben) ist ein Kartenspiel für vier Personen und eine vereinfachte Variante von Bridge. Ziel ist es, möglichst viele Stiche zu machen.
Mit Bridge verbindet es folgende Eigenschaften: Zwei sich gegenübersitzende Spieler bilden eine Partnerschaft, die zusammenspielt und gewertet wird. Es werden französische Karten (52 Blatt, ohne Joker) verwendet. In der ersten Spielphase ermitteln die Spieler, wie viele Stiche jedes Paar machen muss und ob es eine Trumpffarbe gibt. In der zweiten Phase erfolgt das Abspiel der Karten. Wie bei Bridge liegen in der zweiten Phase die Karten eines Spielers (des Strohmanns bzw. Dummys) für alle Spieler sichtbar auf dem Tisch.
Wesentlicher Unterschied zu Bridge ist der Ablauf der ersten Phase: Bei Bridge geben die Spieler eine Folge von Ansagen mit komplizierten Bedeutungen ab, die für Anfänger schwierig zu lernen sind. Bei Minibridge dagegen legen einige wenige, feste Regeln die Stichanzahl und Trumpffarbe fest.
Minibridge wurde in den 90er Jahren aus Bridge entwickelt, um Anfängern, insbesondere Kindern, einen einfacheren und schnelleren Zugang zu Bridge zu ermöglichen. Es wird fast ausschließlich im Rahmen von Bridgeunterricht gespielt, in der Regel in den ersten Unterrichtseinheiten. Im Gegensatz zu Bridge finden keine Turniere statt.

## Spielablauf
Die Spieler werden mit den vier Himmelsrichtungen Nord, Ost, Süd und West (N, O, S, W) bezeichnet. Das NS-Paar spielt gegen das OW-Paar. Ein Spieler wird zum Teiler erklärt. Er mischt die Karten und teilt im Uhrzeigersinn die Karten aus. Im nächsten Spiel ist der Spieler links des Teilers der neue Teiler.
Minibridge wird mit einem Paket französischer Karten gespielt. Es gibt 4 Farben – Pik, Cœur (in Österreich Herz), Karo, Treff – mit jeweils 13 Karten in der Reihenfolge: Ass, König, Dame, Bube, 10, 9, 8, 7, 6, 5, 4, 3, 2.
Jeder Spieler erhält 13 Karten und zählt seine Punkte:
- Ass = 4 Punkte
- König = 3 Punkte
- Dame = 2 Punkte
- Bube = 1 Punkt
- restl. Karten = 0 Punkte

Diese Punkte sind nicht für die Wertung wichtig, sondern dienen als Maß für die Spielstärke der Karten eines Spielers. Je mehr Punkte ein Spieler besitzt, desto höher ist seine Chance auf Stiche. Insgesamt gibt es 40 Punkte.
Hat der Teiler 12 oder mehr Punkte sagt er „ich eröffne“, mit 11 oder weniger Punkten „ich passe“. Falls er passt, hat der nächste Spieler im Uhrzeigersinn die Möglichkeit zu eröffnen, sofern er 12 oder mehr Punkte besitzt. Sobald ein Spieler eröffnet hat, schreibt dessen Partner die Anzahl seiner Punkte und die Anzahl an Karten in jeder Farbe auf einen Zettel und gibt diesen Zettel dem Eröffner.
Mithilfe der Informationen auf dem Zettel entscheidet der Alleinspieler:
1. Ob es eine Trumpffarbe gibt und falls ja welche. Um eine Farbe zur Trumpffarbe zu erklären, benötigt seine Seite gemeinsam zumindest 8 Karten in dieser Farbe. Hat die Partei in keiner Farbe 8 Karten, wird ohne Trumpf gespielt.
2. Anhand folgender Tabelle wie viele der insgesamt 13 Stiche seine Seite machen muss:

| Punkte | Stiche ohne Trumpf | Stiche mit Trumpf |
| ------ | ------------------ | ----------------- |
| 21–22  | 7                  | 8                 |
| 23–24  | 8                  | 9                 |
| 25–26  | 9                  | 10                |
| 27–28  | 10                 | 11                |
| 29–30  | 11                 | 11                |
| 31–32  | 11                 | 12                |
| 33–36  | 12                 | 12                |
| 37–40  | 13                 | 13                |

Hat der Eröffner und sein Partner weniger als 20 Punkte geht das Recht zu eröffnen und zu spielen auf die Gegenseite über. Haben beide Seiten jeweils genau 20 Punkte, mischt und teilt man die Karten neu. 
Nachdem der Eröffner die Stichanzahl und ggf. die Trumpffarbe fixiert hat, wird der Eröffner zum sogenannten Alleinspieler und sein Partner zum Strohmann (auch Dummy oder Tisch genannt). Die Spieler der anderen Partnerschaft nennt man Gegenspieler.

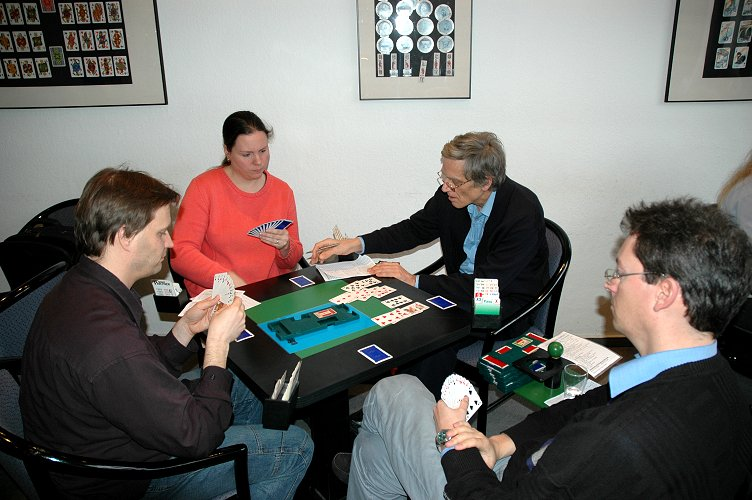
Der Spieler links ist Alleinspieler. Nachdem die Gegenspielerin hinten zum ersten Stich ausgespielt hat, legt der Partner des Alleinspielers alle seine Karten auf den Tisch.

Nun folgt das Abspiel der Karten, diese Phase ist gleich wie bei Bridge: Der Gegenspieler links des Alleinspielers (Eröffners) spielt zum ersten Stich aus. Als Nächstes legt der Strohmann alle seine Karten nach Farben geordnet auf den Tisch. Der Strohmann darf nicht selbst entscheiden, welche Karte er spielen will, sondern muss den mündlichen Anweisungen des Alleinspielers folgen. Jeder Spieler sieht also neben seinen eigenen 13 Karten auch die 13 Karten des Tischs, wodurch das Spiel besser geplant werden kann als bei anderen Kartenspielen.
Der weitere Ablauf ist gleich wie bei anderen Stichspielen. Es gilt Farbzwang, aber kein Stich- und kein Trumpfzwang. Der Alleinspieler versucht, die angesagte Anzahl der Stiche zu machen, die Gegenspieler versuchen, dass zu verhindern.
Die Abrechnung am Ende des Spiels ist gleich wie die Abrechnung bei Bridge. Es gibt allerdings keine Gefahrenlage, alle Spieler sind immer nicht in Gefahr.

## Alternative Ermittlung der Stichanzahl und der Trumpffarbe
Der obere Abschnitt erklärt die vom Deutschen Bridge-Verband (DBV) verwendete Version von Minibridge. Manche Verbände (z. B. die US-amerikanische American Contract Bridge League ACBL) verwenden eine Version, bei der die Spieler die notwendige Stichanzahl und Trumpffarbe anders ermitteln:
Beginnend mit dem Teiler nennt im Uhrzeigersinn jeder Spieler die Anzahl seiner Punkte. Das Paar, dass in Summe mehr Punkte hat, gewinnt den Kontrakt. Haben beide Seiten jeweils 20 Punkte wird neu gemischt.
Der Spieler der Partnerschaft der mehr Punkte hat, wird Alleinspieler, der andere Spieler der Partnerschaft zum Strohmann. Haben beide Spieler der Partnerschaft viele Punkte, wird der Spieler, der zuerst die Punkte genannt hat, Alleinspieler.
Der Gegenspieler links des Alleinspielers spielt zum ersten Stich aus, daraufhin legt der Strohmann alle seine Karten nach Farben geordnet auf den Tisch. Der Alleinspieler sieht nun alle Karten seiner Seite und entscheidet wie bei der Variante oben, ob es eine Trumpffarbe gibt und anhand der gleichen Tabelle, wie viele Stiche seine Seite machen muss.